# Manuel Fernández (Fußballspieler, 1989)
Manuel Fernández, vollständiger Name Manuel Elías Fernández Guzmán, (* 25. Januar 1989 in Montevideo) ist ein uruguayischer Fußballspieler, der zudem seit 2023 die chilenische Staatsbürgerschaft besitzt.

## Karriere
Der 1,81 Meter große Defensivakteur Fernández stand in den Spielzeiten 2011/12, 2012/13 und 2013/14 im Kader des in Montevideo beheimateten Erstligisten Racing. In diesem Zeitraum absolvierte er 74 Partien in der Primera División. Dabei schoss er vier Tore (2011/12: 26 Spiele/3 Tore; 2012/13: 28/1; 2013/14: 20/0). Im Juli 2014 wechselte er nach Chile zu Deportes Concepción. Bei den Chilenen wurde er 54-mal (drei Tore) in der chilenischen Primera B und sechsmal (kein Tor) in der Copa Chile eingesetzt. Anfang Juli 2016 schloss er sich Coquimbo Unido an. Ein Jahr später wechselte er zu Audax Italiano La Florida. Zur Saison 2022 wechselte der Verteidiger zum Ligakonkurrenten Unión Española. Mit seinem neuen Klub wurde Fernández erneut Finalist der Copa Chile, nachdem der Uruguayer im Halbfinale das einzige Tor gegen CF Universidad de Chile geschossen hatte.